# 馬洛西爾卡
49°58′30″N 28°25′24″E / 49.97500°N 28.42333°E
馬洛西爾卡（烏克蘭語：Малосілка），是烏克蘭的村落，位於該國北部日托米爾州，由別爾季切夫區負責管轄，始建於1593年，面積2.1平方公里，海拔高度242米，2001年人口774，人口密度每平方公里368.57人。